# Adalatherium hui
Adalatherium hui è un mammifero estinto, appartenente ai gondwanateri. Visse nel Cretaceo superiore (Maastrichtiano, circa 70 - 66 milioni di anni fa) e i suoi resti fossili sono stati ritrovati in Madagascar. È la specie meglio conosciuta tra i gondwanateri, nonché uno dei più grandi mammiferi mesozoici noti. 

## Descrizione
Questo animale è noto per un esemplare praticamente completo ed eccezionalmente conservato, appartenente a un individuo giovane. Nonostante non fosse quello di un esemplare adulto, lo scheletro era lungo circa 60 centimetri, una misura ragguardevole per un mammifero mesozoico: in tutto il Gondwana, solo un altro gondwanaterio, Vintana, e il drioleste Coloniatherium erano più grandi di Adalatherium. Si suppone che un esemplare adulto avrebbe potuto raggiungere i 90 centimetri di lunghezza. In generale, le proporzioni corporee di Adalatherium dovevano ricordare vagamente quelle di un odierno tasso, anche se l’articolazione e la posizione delle zampe durante la locomozione dovevano essere molto differenti. 
Adalatherium possiede una lunga serie di caratteristiche uniche (autapomorfie) che lo distinguono da ogni altro mammifero noto, vivente o estinto; l’introduzione allo studio di questo mammifero effettuata nel 2020 indica non meno di 22 autapomorfie, in alcuni casi condivise con il solo Vintana, anch’esso del Cretaceo del Madagascar (Krause et al., 2020b).

### Cranio
Il cranio di Adalatherium, lungo poco più di otto centimetri, era piuttosto compatto, molto alto e dal muso ricurvo verso il basso. Il cranio era dotato di una quantità di caratteristiche uniche, sicuramente causate da un isolamento evolutivo durato decine di milioni di anni. La più insolita tra le varie autapomorfie del cranio è sicuramente la presenza di una grande apertura internasale tra le due ossa nasali lungo la linea mediana dorsale: una caratteristica sconosciuta in ogni altra forma di mammifero vivente o estinto. Tra le altre autapomorfie craniche si ricordano i cinque forami infraorbitali nella parte laterale del muso (più che in qualsiasi altro mammifero noto eccetto Vincelestes), un’eccezionale quantità di forami all'interno di ciascun osso nasale, un grande forame nel processo facciale dell’osso lacrimale per il passaggio di un ramo del nervo etmoidale, un canale settomascellare, un grande seno paranasale proveniente dal vestibolo anteriore e un forame incisivo molto grande e spaiato. 
Nonostante la serie di caratteristiche straordinarie uniche di Adalatherium, ve ne sono altre che hanno una forte somiglianza con quelle di Vintana (un altro gondwanaterio proveniente dalla medesima formazione geologica) che riflettono un'origine comune. Tra le caratteristiche condivise con Vintana vi sono le grandi dimensioni e la forma triangolare del processo facciale del lacrimale, che è più grande in queste due forme rispetto a qualsiasi altro mammifero noto, estinto o vivente. L'enorme dimensione del lacrimale in Adalatherium e Vintana esclude il frontale dal contatto con la mascella. Allo stesso modo il nasale è escluso dal contatto con la premascella da parte della settomascella. Entrambe le forme possiedono anche una settomascella ben sviluppata con ampi processi posterodorsali e intranariali. A differenza di Vintana, tuttavia, Adalatherium era sprovvisto delle grandi flange sporgenti dall’osso jugale (Krause et al., 2020c).
L’orecchio interno di Adalatherium mostra una combinazione di caratteristiche precedentemente sconosciute tra i mammiferi. Il canale cocleare di Adalatherium è corto e a forma di "C" (curvo di almeno 210°). Un presunto canale del nervo lagenare si estende dall'apice della coclea al meato acustico interno. In concomitanza con un'espansione apicale del canale cocleare, questa morfologia suggerisce che Adalatherium conservasse una macula lagenare. Adalatherium è derivato tra i mammiferi per il possesso di lamine ossee primarie e secondarie, una lamina cribrosa e un canale gangliare cocleare distinto. Sorprendentemente, Adalatherium mostra una lamina ossea primaria a strato singolo priva di canalicoli interni orientati radialmente per le fibre nervose uditive. A questo proposito, la lamina primaria di Adalatherium è strutturalmente diversa dalla lamina primaria a doppio strato contenente habenulae perforatae dei mammiferi teri attuali. Inoltre, Adalatherium assomiglia a Vintana in quanto possiede un canale secondario che corre parallelo al canale del ganglio cocleare. Sebbene il ruolo esatto e l'omologia siano incerti, la morfologia di questo canale secondario e dei suoi canalicoli tributari è più coerente con una funzione vascolare (Hoffmann e Kirk, 2020).
La mandibola di Adalatherium è la più completa conosciuta per un mammifero gondwanaterio. Ciascuna metà della mandibola è composta da un solo osso, il dentale, corto e profondo, che ospita solo cinque denti: un incisivo sporgente allargato e quattro denti postcanini. Il dentale di Adalatherium è sorprendentemente simile a quello di Sudamerica, ma differisce leggermente da quello di Galulatherium per la conformazione anteriore al primo postcanino, e per la posizione del forame mentoniero. Tra gli altri taxa di mammiferi mesozoici, il dentale di Adalatherium è molto simile a quelli del gruppo in gran parte laurasiatico dei Multituberculata, in particolare nell’assenza della depressione postdentaria e del solco meckeliano, nella presenza di un dente corto e profondo con diastema considerevole e articolato con l’osso squamoso tramite condilo mediolateralmente stretto che continua sulla superficie posteriore (ovvero, non vi era nessun peduncolo distinto), nel possesso di una dentatura molto ridotta, nell’assenza di processo angolare, nel possesso di ampia fossa pterigoidea e ripiano pterigoideo, la cui superficie ventrale è piatta, nell’assenza di osso coronoide, e nel possesso di sinfisi mandibolare non fusa. La maggior parte di queste caratteristiche sono chiaramente derivate e sono in netto contrasto con la morfologia molto più plesiomorfica esibita dalla mascella inferiore dell'aramiide Haramiyavia (Krause et al., 2020d).
La dentatura di Adalatherium è nettamente diversa da quella di ogni altro mammaliaforme precedentemente conosciuto, estinto o attuale. I due incisivi superiori e il singolo incisivo inferiore di Adalatherium sono molto grandi, a radice aperta e dotati di una stretta banda di smalto. È presente un canino superiore rudimentale e poco profondo. I postcanini superiori sono costituiti mesialmente da un piccolo dente semplice con due radici, e distalmente da quattro grandi denti con più radici (cinque radici o più). Questi ultimi denti sono a base quadrangolare, ciascuno con quattro cuspidi maggiori e tre creste perimetrali delimitanti una valle centrale che si apre buccalmente. Ci sono quattro postcanini inferiori, anch'essi con quattro cuspidi maggiori ciascuno. Il primo postcanino ha due radici, ma i successivi ne hanno almeno quattro. I due postcanini inferiori distali recano un prominente bacino mesiobuccale. Le numerose peculiarità delle cuspidi e di altre caratteristiche topografiche dei postcanini non permettono di rapportarle in modo univoco con quelle di altri mammaliaformi noti. I diastemi sono presenti nella dentatura superiore tra incisivi e canini e tra canini e postcanini, e nella dentatura inferiore tra incisivi e postcanini. Adalatherium, come molti gondwanateri del tardo Cretaceo e del Paleogene dell'Argentina, conserva uno smalto radiale "normale" relativamente plesiomorfico, in contrasto con lo smalto radiale modificato trovato in altri gondwanateri del tardo Cretaceo dell'India e del Madagascar (Krause et al., 2020e).

### Scheletro postcranico
Adalatherium è l’unico gondwanaterio di cui si conosce lo scheletro postcranico, e rappresenta solo la quarta forma di mammifero mesozoico descritto sulla base di materiale postcranico articolato proveniente dal Gondwana (gli altri sono i morganucodonti Megazostrodon ed Erythrotherium e il terio basale Vincelestes). Lo scheletro postcranico di Adalatherium è pressoché completo e la sua conservazione è eccezionale; si conservano anche cartilagini della zona delle costole e sesamoidi della mano e del piede. In generale, lo scheletro di Adalatherium mostra una notevole robustezza, in particolare per quanto riguarda le ossa degli arti. Adalatherium mostra una varietà di tratti derivati e plesiomorfici, probabilmente il riflesso di una lunga storia evolutiva in isolamento geografico in Madagascar. 
Tra le caratteristiche bizzarre vi sono una tibia compressa mediolateralmente e arcuata anteroposteriormente, un numero insolitamente elevato di vertebre del tronco (almeno 16 vertebre toraciche e 12 lombari), una coda corta e una faccetta navicolare trocleata sull'astragalo. Oltre a queste caratteristiche, Adalatherium mostra caratteristiche derivate e plesiomorfiche nel suo cinto pettorale: il coracoide è ben sviluppato e contribuisce a metà della fossa glenoidea, è assente un procoracoide separato e l'articolazione tra sterno e clavicola sembra essere stata mobile. Una fossa glenoide scapolare rivolta ventralmente e la troclea omerale ben sviluppata suggeriscono una postura degli arti anteriori relativamente parasagittale. Caratteristiche notevoli dell'arto posteriore e del cinto pelvico includono un grande forame otturatore di dimensioni simili a quelle dei teri, una grande parafibula e la presenza di ossa epipubiche. L'articolazione tra il cinto pelvico e l'arto posteriore è differente da quella tra il cinto pettorale e l'arto anteriore, e indica una postura degli arti posteriori simile a quella dei rettili (Hoffmann et al., 2020a).

## Classificazione
Adalatherium hui venne descritto per la prima volta nel 2020, sulla base di uno scheletro fossile rinvenuto nella formazione Maevarano, risalente alla fine del Maastrichtiano, nei pressi di Mahajanga, nel Madagascar nordoccidentale. Il nome generico deriva dalla parola malgascia Adala (“pazzo”) e dalla forma latinizzata della parola greca θηριον, ovvero “bestia”. Il significato, “bestia pazza”, si riferisce alle molteplici caratteristiche uniche di Adalatherium. L’epiteto specifico, hui, è in onore del paleontologo cinese Yaoming Hu, grande conoscitore dei mammiferi mesozoici e paleogenici.
Le analisi cladistiche hanno indicato Adalatherium come un rappresentante dei gondwanateri, un enigmatico gruppo di mammiferi tipici del Cretaceo e della prima parte dell’Era Cenozoica (ma forse sopravvissuti fino al Miocene), i cui fossili sono stati ritrovati principalmente in Sudamerica, Madagascar e India. Tuttavia, a causa delle notevoli peculiarità morfologiche dovute probabilmente a un isolamento geografico lungo molti milioni di anni, Adalatherium è stato classificato in una famiglia a sé stante (Adalatheriidae), in una posizione basale rispetto a Vintana, ai generi Bharattherium e Lavanify, e alla famiglia Sudamericidae. Un possibile stretto parente di Adalatherium è Galulatherium, i cui fossili molto incompleti sono stati ritrovati in Tanzania in terreni leggermente più antichi (Hoffmann et al., 2020b).

## Paleoecologia
Si suppone che Adalatherium fosse un animale erbivoro, con denti a corona alta in grado di processare materiale vegetale fibroso. La morfologia dello scheletro postcranico e la forma del cranio indicano che Adalatherium poteva condurre uno stile di vita fossorio, e probabilmente era in grado di scavare tane nel terreno grazie alle potenti zampe dotate di artigli. 